# Piccole ancelle di Cristo Re
Le Piccole ancelle di Cristo Re sono un istituto religioso femminile di diritto pontificio. Le suore di questa congregazione pospongono al loro nome la sigla P.A.C.R.

## Storia
Le origini della congregazione risalgono all'opera di assistenza domiciliare agli anziani poveri avviata nel primo dopoguerra ad Afragola da fra Sosio del Prete, vicario del locale convento dei francescani scalzi di Sant'Antonio.
Con l'aiuto e sotto la direzione di Del Prete, la giovane suora Antonietta Giugliano, cofondatrice dell'istituto, acquistò una casa e la destinò a ricovero per anziani abbandonati; riunì una comunità di donne, già dedite all'apostolato a domicilio, che fu il primo nucleo dell'istituto.
Il 20 ottobre 1935 il cardinale Alessio Ascalesi, arcivescovo di Napoli, rivestì le prime suore dell'abito religioso: la comunità adottò la regola del terz'ordine regolare di San Francesco.
L'istituto ottenne un primo riconoscimento pontificio nel 1947; aggregato all'ordine dei frati minori dal 13 febbraio 1947, ricevette il decreto di lode 27 aprile 1972.

## Attività e diffusione
Le suore si dedicano all'assistenza ad anziani, disabili e ammalati; dirigono cliniche, ricoveri, scuole e centri di formazione professionale.
Oltre che in Italia, le suore sono presenti nelle Filippine, in India, in Indonesia e in Romania; la sede generalizia è a Napoli.
Alla fine del 2011 la congregazione contava 173 religiose in 19 case.